# 庵原郡
- 令制国一覧 > 東海道 > 駿河国 > 庵原郡
- 日本 > 中部地方 > 静岡県 > 庵原郡

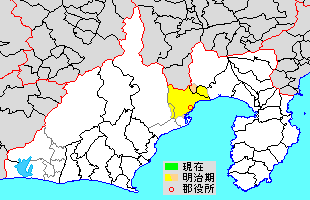
静岡県庵原郡の範囲（薄黄：後に他郡に編入された区域）

庵原郡（いはらぐん、いほはらのこおり）は、静岡県（駿河国）にあった郡。

## 郡域
1879年（明治12年）に行政区画として発足した当時の郡域は、現在の行政区画では概ね以下の区域にあたる。
- 静岡市
  - 清水区の大部分（新清水駅付近以南を除く巴川以北）
  - 葵区の一部（瀬名・瀬名川・南瀬名町・東瀬名町・西瀬名町・瀬名中央・長尾・平山）
- 富士市の一部（富士川以西）
- 富士宮市の一部（富士川以西）

## 歴史
成務朝に吉備氏一族の意加都彦命が廬原国造に定められ、庵原郡庵原郷を本拠とした。その後裔の廬原氏は白村江の戦い等で活躍し、戦国時代に至るまで長きにわたって当地を支配した。

### 近代以降の沿革
- 「旧高旧領取調帳」に記載されている明治初年時点での支配は以下の通り。●は村内に寺社領が、○は寺社等の除地（領主から年貢免除の特権を与えられた土地）が存在。（2町4宿80村）

| 知行         | 知行           | 村数         | 村名 |
| ------------ | -------------- | ------------ | --- |
| 幕府領       | 幕府領         | 2町 4宿 30村 | 炭焼村、河内村、大平村、大内新田、○高橋村、○高橋新田、洞村、西倉沢村、東倉沢村、寺尾村、今宿村、●町屋原村、北田村、西山寺村、○阿僧村、●東山寺村、入山村、○由比宿、神沢村、堰沢村、中村、小金村、○蒲原宿、中之郷村、岩淵村、木島村、清水町受新田、入江町受、入江町請新田、●○江尻宿、江尻出作、辻村、○興津宿、○中宿町、○八木間村、●○内房村、清見寺町 |
| 幕府領       | 旗本領         | 35村         | 瀬名村、●○大内村、○押切原村、○柏尾村、●梅ヶ谷村、蜂ヶ谷村、●○山原村、石川村、下野村、原村、伊佐布村、葛沢村、○能島村、押切原新田、西久保新田、●○西窪村、嶺新田、○尾羽村、●○草ヶ谷村、茂畑村、○山切村、杉山村、高山村、○茂野島村、和田島村、○南松野村、●北松野村、○嶺村、○横砂村、●濁沢村、横山村、●○薩埵村、立花村、但沼村、○宍原村                |
| 幕府領       | 幕府領・旗本領 | 1村          | ●○西方村 |
| 藩領         | 駿河小島藩     | 11村         | 長尾村、平山村、○鳥坂村、吉原村、○布沢村、土村、清地村、○中河内村、谷津村、○小島村、○小河内村 |
| 幕府領・藩領 | 旗本領・小島藩 | 2村          | ○瀬名川村、広瀬村 |
| その他       | 寺社領         | 1村          | 承元寺村 |

- 1868年（慶応4年）
  - 5月24日 - 徳川宗家が駿河府中藩に転封。それにともない遠江・駿河・伊豆国内で領地替えが行われ、郡内の幕府領、旗本領が消滅。
  - 7月13日 - 小島藩が上総金ヶ崎藩に転封。
  - 以上の変更により、全域が府中藩の管轄となる。
- 明治初年（3町4宿80村）
  - 清水町受新田、西久保新田が起立[1]。
  - 小島村から小島町が分立。
  - 西方村が庵原村に改称。
- 1869年（明治2年）8月7日 - 府中藩が静岡藩に改称。
- 1871年（明治4年）
  - 7月14日 - 廃藩置県により静岡県の管轄となる。
  - 押切原新田が押切新田に改称。
- 1876年（明治9年） - 高橋新田が高橋村に、押切新田が押切村に、嶺新田が嶺村に合併。（3町4宿77村）
- 1877年（明治10年） - 濁沢村が清見寺町に合併。（3町4宿76村）
- 1879年（明治12年）3月12日 - 郡区町村編制法の静岡県での施行により行政区画としての庵原郡が発足。郡役所を興津宿に設置。

### 町村制以降の沿革

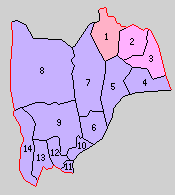
1.内房村 2.松野村 3.富士川村 4.蒲原町 5.由比町 6.興津町 7.小島村 8.両河内村 9.庵原村 10.袖師村 11.江尻町 12.飯田村 13.高部村 14.西奈村（紫：静岡市 桃：富士市 赤：富士宮市）

- 1889年（明治22年）4月1日 - 町村制の施行により、以下の町村が発足。特記以外は現・静岡市。（4町10村）
  - 内房村（内房村が単独村制、現・富士宮市）
  - 松野村 ← 南松野村、北松野村（現・富士市）
  - 富士川村 ← 岩淵村、中之郷村、木島村（現・富士市）
  - 蒲原町 ← 蒲原宿、小金村、中村、堰沢村、神沢村
  - 由比町 ← 由比宿、北田村、寺尾村、東倉沢村、西倉沢村、阿僧村、西山寺村、東山寺村、入山村、町屋原村、今宿村
  - 興津町 ← 興津宿、清見寺町、八木間村、承元寺村、横山村、谷津村、薩埵村、洞村、中宿町
  - 小島村 ← 小島村、小島町、立花村、但沼村、小河内村、宍原村
  - 両河内村 ← 清地村、中河内村、和田島村、高山村、茂野島村、葛沢村、布沢村、土村、炭焼村、河内村、大平村
  - 庵原村 ← 茂畑村、広瀬村、尾羽村、草ヶ谷村、山切村、杉山村、庵原村、伊左布村、吉原村、原村
  - 袖師村 ← 嶺村、横砂村、西久保村［大部分］、西久保新田［一部］
  - 江尻町 ← 江尻宿、江尻出作、辻村
  - 飯田村 ← 西久保新田［大部分］、高橋村、山原村、蜂ヶ谷村、石川村、下野村、西久保村［一部］
  - 高部村 ← 大内村、梅ヶ谷村、柏尾村、押切原村、大内新田、能島村、鳥坂村
  - 西奈村 ← 瀬名村、瀬名川村、長尾村、平山村
  - 清水町受新田・入江町請新田が有渡郡清水町の一部となる。
- 1893年（明治26年）4月9日 - 江尻町の一部（辻）が分立して辻村が発足。（4町11村）
- 1896年（明治29年）9月1日 - 郡制を施行。
- 1901年（明治34年）1月25日 - 富士川村が町制施行して富士川町となる。（5町10村）
- 1918年（大正7年）8月1日 - 辻村が町制施行して辻町となる。（6町9村）
- 1923年（大正12年）4月1日 - 郡会が廃止。郡役所は存続。
- 1924年（大正13年）1月31日 - 江尻町・辻町が安倍郡入江町に編入。（4町9村）
- 1926年（大正15年）7月1日 - 郡役所が廃止。以降は地域区分名称となる。
- 1948年（昭和23年）
  - 4月8日 - 袖師村が町制施行して袖師町となる。（5町8村）
  - 4月10日 - 西奈村が静岡市に編入。（5町7村）
- 1954年（昭和29年）
  - 2月11日 - 飯田村が清水市に編入。（5町6村）
  - 4月1日 - 高部村が清水市に編入。（5町5村）
- 1956年（昭和31年）9月30日 - 内房村が富士郡芝富村と合併して富士郡富原村が発足し、郡より離脱。（5町4村）
- 1957年（昭和32年）4月1日 - 松野村が富士川町に編入。（5町3村）
- 1961年（昭和36年）6月29日 - 袖師町・興津町・小島村・両河内村・庵原村が清水市に編入。（3町）
- 2006年（平成18年）3月31日 - 蒲原町が静岡市に編入。（2町）
- 2008年（平成20年）11月1日 - 以下の変更により庵原郡消滅。
  - 由比町が静岡市に編入。
  - 富士川町が富士市に編入。

### 変遷表
| 明治22年4月1日 | 明治22年 - 明治45年      | 大正1年 - 昭和19年 | 大正1年 - 昭和19年                  | 大正1年 - 昭和19年           | 昭和20年 - 昭和29年          | 昭和30年 - 昭和63年                | 昭和30年 - 昭和63年                | 平成1年 - 現在                 | 現在     |
| -------------- | ------------------------ | ------------------ | ----------------------------------- | ---------------------------- | ---------------------------- | ---------------------------------- | ---------------------------------- | ------------------------------ | -------- |
| 興津町         | 興津町                   | 興津町             | 興津町                              | 興津町                       | 興津町                       | 昭和36年6月29日 清水市に編入       | 昭和36年6月29日 清水市に編入       | 平成15年4月1日 静岡市の一部    | 静岡市   |
| 袖師村         | 袖師村                   | 袖師村             | 袖師村                              | 袖師村                       | 昭和23年4月8日 町制          | 昭和36年6月29日 清水市に編入       | 昭和36年6月29日 清水市に編入       | 平成15年4月1日 静岡市の一部    | 静岡市   |
| 小島村         | 小島村                   | 小島村             | 小島村                              | 小島村                       | 小島村                       | 昭和36年6月29日 清水市に編入       | 昭和36年6月29日 清水市に編入       | 平成15年4月1日 静岡市の一部    | 静岡市   |
| 両河内村       | 両河内村                 | 両河内村           | 両河内村                            | 両河内村                     | 両河内村                     | 昭和36年6月29日 清水市に編入       | 昭和36年6月29日 清水市に編入       | 平成15年4月1日 静岡市の一部    | 静岡市   |
| 庵原村         | 庵原村                   | 庵原村             | 庵原村                              | 庵原村                       | 庵原村                       | 昭和36年6月29日 清水市に編入       | 昭和36年6月29日 清水市に編入       | 平成15年4月1日 静岡市の一部    | 静岡市   |
| 高部村         | 高部村                   | 高部村             | 高部村                              | 高部村                       | 昭和29年4月1日 清水市に編入  | 清水市                             | 清水市                             | 平成15年4月1日 静岡市の一部    | 静岡市   |
| 飯田村         | 飯田村                   | 飯田村             | 飯田村                              | 飯田村                       | 昭和29年2月11日 清水市に編入 | 清水市                             | 清水市                             | 平成15年4月1日 静岡市の一部    | 静岡市   |
| 江尻町         | 江尻町                   | 江尻町             | 大正13年1月13日 安倍郡 入江町に編入 | 大正13年2月11日 清水市の一部 | 清水市                       | 清水市                             | 清水市                             | 平成15年4月1日 静岡市の一部    | 静岡市   |
| 江尻町         | 明治26年4月9日 分立 辻村 | 大正7年8月1日 町制 | 大正13年1月13日 安倍郡 入江町に編入 | 大正13年2月11日 清水市の一部 | 清水市                       | 清水市                             | 清水市                             | 平成15年4月1日 静岡市の一部    | 静岡市   |
| 西奈村         | 西奈村                   | 西奈村             | 西奈村                              | 西奈村                       | 昭和23年4月10日 静岡市に編入 | 静岡市                             | 静岡市                             | 平成15年4月1日 静岡市の一部    | 静岡市   |
| 由比町         | 由比町                   | 由比町             | 由比町                              | 由比町                       | 由比町                       | 由比町                             | 由比町                             | 平成20年11月1日 静岡市に編入   | 静岡市   |
| 蒲原町         | 蒲原町                   | 蒲原町             | 蒲原町                              | 蒲原町                       | 蒲原町                       | 蒲原町                             | 蒲原町                             | 平成18年3月31日 静岡市に編入   | 静岡市   |
| 富士川村       | 明治34年1月25日 町制     | 富士川町           | 富士川町                            | 富士川町                     | 富士川町                     | 富士川町                           | 富士川町                           | 平成20年11月1日 富士市に編入   | 富士市   |
| 松野村         | 松野村                   | 松野村             | 松野村                              | 松野村                       | 松野村                       | 昭和32年4月1日 富士川町に編入      | 昭和32年4月1日 富士川町に編入      | 平成20年11月1日 富士市に編入   | 富士市   |
| 内房村         | 内房村                   | 内房村             | 内房村                              | 内房村                       | 内房村                       | 昭和31年9月30日 富士郡富原村の一部 | 昭和32年3月31日 富士郡芝川町の一部 | 平成22年3月23日 富士宮市に編入 | 富士宮市 |

## 行政
歴代郡長
| 代 | 氏名 | 就任年月日                | 退任年月日                | 備考                   |
| -- | ---- | ------------------------- | ------------------------- | ---------------------- |
| 1  |      | 明治12年（1879年）3月12日 |                           |                        |
|    |      |                           | 大正15年（1926年）6月30日 | 郡役所廃止により、廃官 |